# Tabáková nálepka

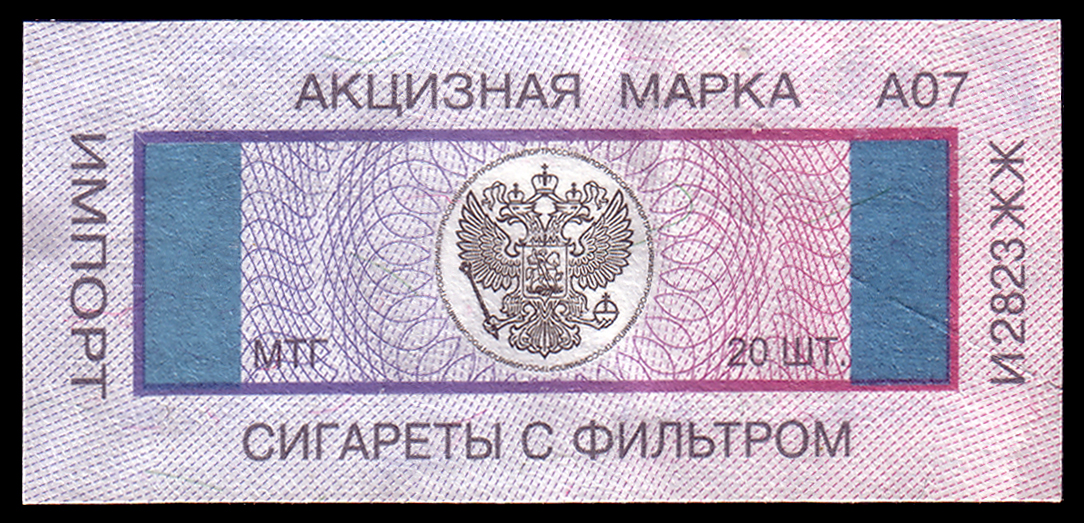
Ruský cigaretový kolek

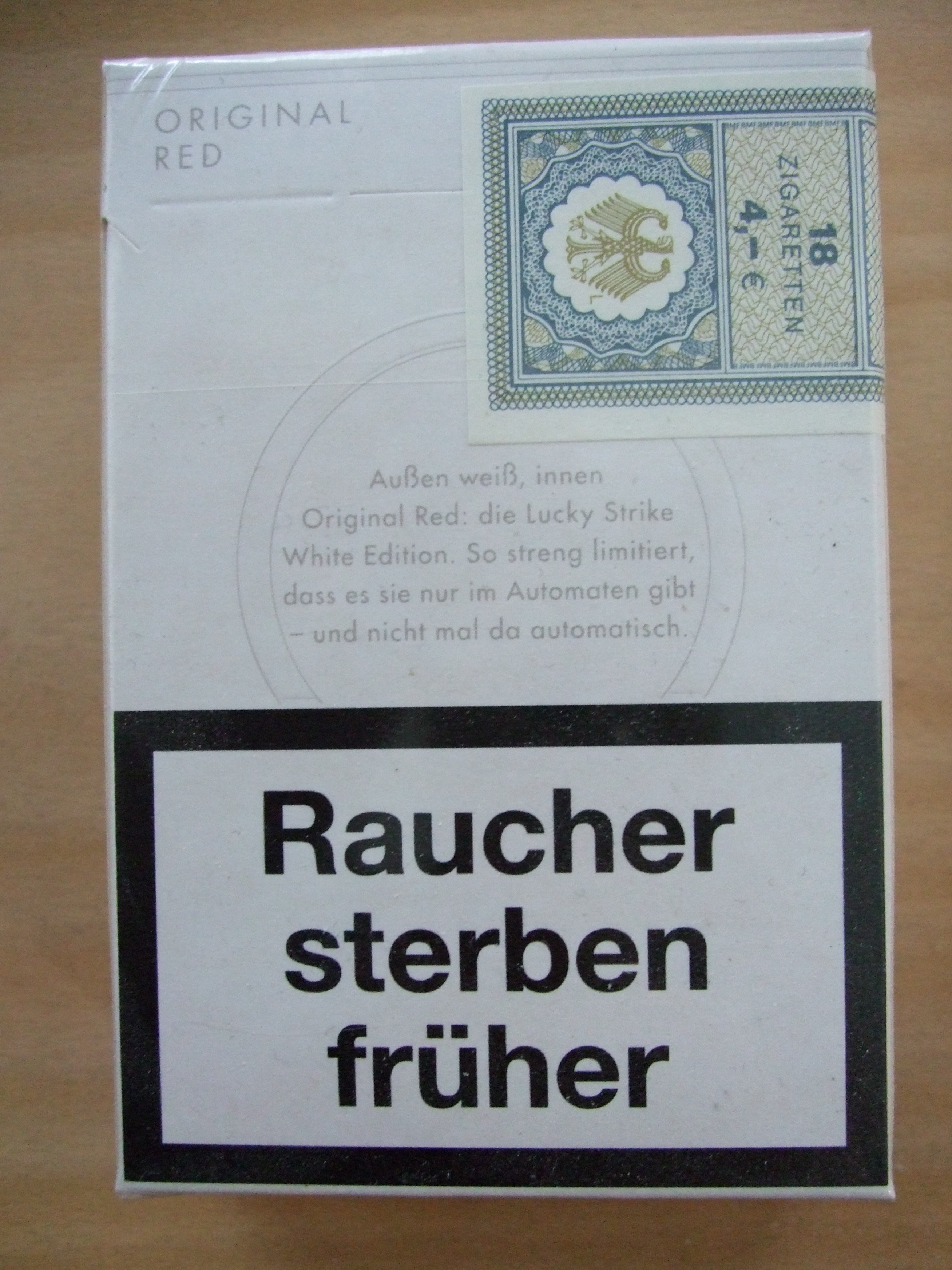
Krabička cigaret s německým kolkem

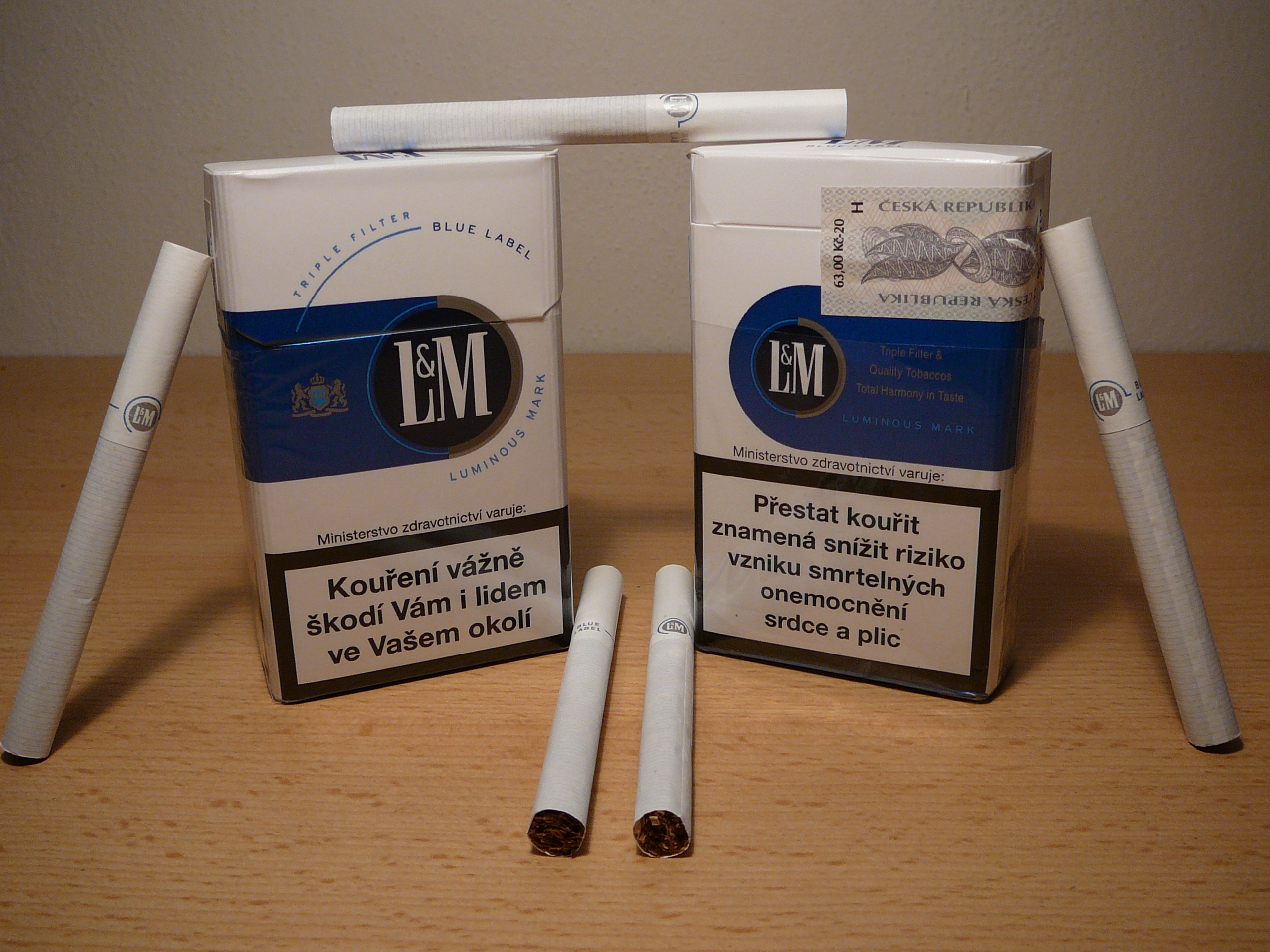
Cigarety s českým kolkem

Tabáková nálepka je speciální kolek, který ověřuje, že výrobce nebo dovozce cigaret nebo jiného tabákového výrobku zaplatil za konkrétní výrobek spotřební daň. V České republice musí být takovým kolkem označena každá prodávaná krabička cigaret nebo balení jiného tabákového výrobku. Ze zákona vyplývá, že prodejce nesmí výrobky prodávat za jinou cenu, než jaká je uvedena na kolku umístěném výrobcem. Hodnota tabákových nálepek odpovídá výši daňové povinnosti příslušného balení tabákového výrobku.

## Česká republika
V České republice zavedl povinnost používat tabákové nálepky zákon České národní rady č. 587/1992 Sb., o spotřebních daních. Způsob nákupu, distribuce a prodeje nálepek a termín účinnosti povinnosti od 1. ledna 1994 stanovil pokyn Ministerstva financí ČR ze dne 25. října 1993 č. j. 18-61 048/1993. Vyhláška Ministerstva financí č. 11/1994 Sb. ze dne 29. prosince 1993 stanovila podrobnosti značení některých tabákových výrobků a popis prvního emitovaného vzoru tabákových kolků. Poté upravuje spotřební daň z tabákových výrobků § 100c – § 122 zákona č. 353/2003 Sb., o spotřebních daních, ve znění pozdějších novel, a vyhláška č. 467/2003 Sb., o používání tabákových nálepek při značení tabákových výrobků, novelizovaná vyhláškou 72/2007 Sb.
Vzory tabákových nálepek zveřejněné Státní tiskárnou cenin pro roky 1996, 1998 a 1999 používaly název „kolky pro tabákové výrobky“, v roce 2001 byla terminologie sjednocena se zákonem (tabákové nálepky vzor 2001).
Na tabákových kolcích postupně přibývaly nové ochranné prvky, protože docházelo k padělání. Od roku 1996 je pro výrobu nálepek užíván speciální xenonový ceninový papír s ochrannými vlákny, která pod UV zářením žlutozeleně svítí, a jsou kombinovány dvě tiskové techniky a obtížně kopírovatelné barevné odstíny.
Nálepka má rozměry 20 × 44 mm. Na lícové straně je celoplošný ofsetový ceninový podtisk tvořený dvěma rastry přecházejícími od šedomodrého odstínu k zelenému, po délce nálepky je vytištěna ceninová giloš v hnědorůžové barvě. Podél obou delších stran nálepky je šedomodře vytištěn ofsetem text „Česká republika“. Hlavní motiv nálepky, tištěný liniovým hlubotiskem v šedé barvě, tvoří stylizované stočené tabákové lístky, ve střední části převázané třemi elipsami s mikrotextem Česká republika o proměnlivé výšce písma. U obou kratších konců nálepky je černě vytištěna spotřebitelská cena balení, množství výrobků v balení (počet cigaret, doutníků nebo cigarillos, u tabáku čistá hmotnost) a písmeno abecedy charakterizující sazbu spotřební daně. Na baleních doutníků a cigarillos je navíc vytištěna i cena za jednotlivý kus, zatímco cigarety se jednotlivě prodávat nesmějí. Tyto údaje se při menších sériích tisknou laserovou technologií, při větších sériích ofsetem.

## Aplikace nálepky
Nálepka se lepí rubovou stranou na zadní stranu balení cigaret s přesahem přes hranu nejméně 5 mm. Na všechny typy balení se lepí tak, aby při otevření balení muselo dojít k jejímu viditelnému poškození.
Padělky kolků se většinou vyznačují tím, že místo ceninového papíru je použit obyčejný papír, rozlišitelný pod UV světlem. Časté jsou i odchylky v typu a provedení písma, barevné jasnosti a ostrosti tisku, přesnosti rozměrů.
Ke kontrole značení skladovaných nebo prodávaných tabákových výrobků jsou dle § 115 zákona č. 353/2003 Sb. oprávněny celní úřady, celní ředitelství, územní finanční orgány, Česká obchodní inspekce, Státní zemědělská a potravinářská inspekce a obecní živnostenské úřady. Kontrolní orgány upozorňují i na to, že nekolkované výrobky mohou být horší kvality a složení nemusí odpovídat popisu.
Od 1. července 2005 bylo zákonem č. 676/2004 Sb., o povinném značení lihu, zavedeno na podobných principech značkování některých alkoholických nápojů ve spotřebitelském balení kontrolní páskou.